# Alte Burg Ottrau
Die sogenannte Alte Burg Ottrau ist ein aus dem späten 15. Jahrhundert stammendes spätmittelalterliches steinernes Haus in Ottrau, dem Kernort der Gemeinde Ottrau im nordhessischen Schwalm-Eder-Kreis, etwa 25 km südlich der Kreisstadt Homberg/Efze.

## Das Gebäude
Das zweistöckige, aus Bruchstein mit Eckquaderung gemauerte Haus ist als Kulturdenkmal ausgewiesen. Es befindet sich rund 100 Meter nördlich der Dorfkirche auf 348 m über NHN an der Ostseite der Burggasse im alten Ortskern des Dorfes und ist heute der nördliche Seitenflügel eines rechtwinklig nach Süden angebauten Wohnhauses (Burggasse 12). Nur wenige kleine mit Werksteineinfassung versehene Fenster durchbrechen die Außenwände. Das in neuerer Zeit aufgesetzte Dachgeschoss unter dem Satteldach ist an den Giebelseiten aus Fachwerk und, wie auch das nach Süden ausgerichtete Zwerchhaus, verschiefert.

## Geschichte
Das Burghaus ist der letzte bauliche Rest eines einstigen Gutshofs und Adelssitzes derer von Rückershausen bzw. ihrer Nachkommen und Erben am Südufer der Otter, die einen heute eingeebneten Wassergraben speiste. Die Herren von Rückershausen, die sich spätestens 1366 in zwei Linien teilten, hatten mindestens seit 1302 Grundbesitz und ab 1343 die Gerichtsbarkeit als hersfeldisches Lehn in Ottrau und bewirtschafteten dort zwei Burgsitze bzw. Gutshöfe. Sie nannten sich daher teilweise auch von Ottrau. Nach ihrem Aussterben in der jeweils männlichen Linie in den Jahren 1551 bzw. 1576 erbten die durch Heirat mit ihnen verschwägerten Adelsfamilien Schleier zu Schiffelbach und Schwertzell von Willingshausen diese Güter. 1608/09 wurde der Schleiersche Hof nach Verkauf an Landgraf Moritz landgräfliche Domäne; 1785 wurde er herrschaftlich-landgräfliches Erbleihegut und 1851 wurde er in zwei freie Bauerngüter umgewandelt. Das Schwertzellsche Rittergut blieb in großen Teilen bis ins 20. Jahrhundert im Besitz der Familie der Schwertzell.